# Ca n'Eres Vell
Ca n'Eres Vell és una masia de la Roca del Vallès (Vallès Oriental) inclosa a l'Inventari del Patrimoni Arquitectònic de Catalunya.

## Descripció
Està situada a 400 metres de la carretera de Cardedeu (BV-5105), al km. 4 i envoltat d'una zona boscosa i camps de conreu. L'accés al recinte es realitza a través d'una portalada de maó vist i d'arc de mig punt, tancada amb un reixat de ferro forjat. Tot el conjunt està delimitat per una tanca amb reixes altes de ferro forjat i balustrada coberta d'heura. L'edifici principal està precedit per un jardí organitzat geomètricament, al centre del qual hi ha un estany circular. A llevant hi ha un jardí més modern, amb gespa, una piscina i arbres de grans dimensions.
La masia, de planta basilical, té planta baixa i dos pisos. El cos central és més elevat i presenta un nivell més, amb una coberta de teula àrab de dos aiguavessos amb carener perpendicular a la façana principal. Cadascun dels dos cossos laterals compta amb una teulada a un sol aiguavés amb carener perpendicular a la façana principal. Aquesta última està composta simètricament sobre eixos verticals, tot destacant el central. A la planta baixa presenta una portalada d'arc de mig punt adovellada. A sobre hi ha una porta de dues batents que dona a un balcó individual amb una llosana de pedra i baranes de ferro forjat i, a sobre, un plafó ceràmic flanquejat per dues finestres rectangulars amb emmarcament. Al nivell de les golfes hi ha una petita finestra quadrada de factura senzilla i un rellotge de sol. Aquest, situat sobre el plafó ceràmic, té la representació de la cara d'un sol que sosté un llenç amb els números.
Els dos cossos laterals es caracteritzen per una doble arcada de mig punt. La façana lateral de llevant té tres eixos de composició vertical, amb un porxo obert de llindes planes i pilars de secció quadrada. La seva coberta plana és emprada com a terrat, delimitat per una balustrada de ceràmica. Les obertures situades sota el porxo presenten llinda i, les del pis superior, són d'arc de mig punt amb un emmarcament format per una motllura i peces de ceràmica. El ràfec està decorat amb imbricacions de maó i un fris ornamental fet amb el mateix material. La resta de façanes de la masia estan rematades per una cornisa.
La façana posterior té un balcó corregut amb una llosana de pedra i tres obertures amb llinda. Adossada a aquesta façana i pel cantó de ponent hi ha una capella, amb un petit campanar d'espadanya amb un sol ull d'arc escarser i una campana. El seu interior es divideix en dos espais separats per un arc de mig punt sostingut per dues columnes de secció circular. El presbiteri està cobert per una volta d'aresta i presenta un altar i un retaule policromat amb la representació de Santiago a cavall i una Verge amb el nen. Conté el quadre El Setge de Girona de Martí Alsina.
La masia té altres construccions adossades a ponent. Separat d'aquestes hi ha un cos amb arcades de mig punt emmarcades amb peces de ceràmica.
L'interior de l'immoble presenta espais amplis i ben organitzats. La sala-vestíbul, des d'on s'accedeix a l'escala principal, té un embigat vist i un arrimador de fusta. La sala-menjador s'obre a la terrassa de la façana de llevant i té una llar de foc. Les diverses dependències tenen sostres amb diferents enteixinats, amb bigues de fusta i rajoles decoratives vidriades a l'entrebigat. Els paviments són de rajola ceràmica i de mosaic hidràulic.

## Història
Les primeres notícies documentals del mas daten del 1031, en un document on s'esmenta el nom de Pere Vel Heres. En el 1290 Ramon de Era, fill de Ferrer de Era, defineix al seu germà Simó els drets sobre el mas Eres. A finals del segle xix el propietari era Joan Font, qui va fer construir el jardí i ampliar la masia per convertir-la en una residència d'estiueig l'any 1888. D'aquesta època daten el rellotge de sol i el plafó ceràmic de la façana principal, així com la capella.